# Wopkje Kooistra
Wopkje Kooistra, later Wopkje Hutting-Kooistra (Warga, 10 juni 1924 – Leeuwarden, 30 mei 2017), was een Friese langeafstandschaatsster.

## Biografie
Reeds in 1940 had de toen 15-jarige Kooistra mee willen doen aan de Elfstedentocht. Ze kreeg toen echter geen toestemming van haar vader, die haar te jong vond. Bij die zesde editie van de Elfstedentocht was Sjoerdje Faber de eerste vrouw die ooit de Elfstedentocht uitreed.
Bij de Elfstedentocht van 1941 kwam Kooistra als eerste vrouw over de finish. Hierbij finishte Kooistra na elf uur en negen minuten. Ze bleef daarbij Sjoerdje Faber acht minuten voor. Kooistra had die dag naar eigen zeggen geschaatst op een groot bord havermout en wat broodjes kaas in de jas. Omdat er in die jaren nog geen aparte Elfstedentochtwedstrijd voor vrouwen bestond werd zij niet geregistreerd als winnares van de Elfstedentocht.
In de Elfstedentocht van 1942 moesten zowel Kooistra als Faber een halfuur toegeven op Antje Schaap. Ook bij de Elfstedentocht van 1947 was Kooistra sneller dan Faber. Ook in 1954 haalde Kooistra de finish, maar ze kwam daarbij niet als eerste vrouw over de meet.
Kooistra en Faber zetten zich samen in voor het mogen deelnemen van vrouwen aan de wedstrijd. Pas in 1985 konden vrouwen meedoen aan het wedstrijdelement van de Elfstedentocht. Voor de door haar vier behaalde Elfstedentochtkruisjes (1941, 1942, 1947, 1954) ontving zij een oorkonde van de Elfstedentochtcommissie.

## Persoonlijk
Langebaanschaatser Jorrit Bergsma is een achterneef van Wopkje Hutting-Kooistra.